# Hubert Kessler
Dans le nom hongrois Kessler Hubert, le nom de famille précède le prénom, mais cet article utilise l’ordre habituel en français Hubert Kessler, où le prénom précède le nom.
Hubert Kessler (Nagyszeben, 3 novembre 1907 – Budapest, 1er février 1994) est un ingénieur, spéléologue et hydrologue karstologue hongrois, auteur du cadastre national des sources (országos forráskataszter), découvreur de la grotte du mont Szemlő à Budapest et de nombreuses voies spéléologiques, directeur de la grotte d'Aggtelek et président honoraire de la Société hongroise de spéléologie et karstologie (Magyar Karszt- és Barlangkutató Társulat).

## Carrière
En 1932, Hubert Kessler achève des études d'ingénieur à l'université polytechnique de Budapest, puis à l'université des sciences de Budapest en 1936 il est diplômé en géographie, géologie et paléontologie, et en 1938 il défend sa thèse de doctorat sur « L'hydrographie du réseau de grottes d'Aggtelek ». De 1935 à 1945, il est directeur des grottes de Baradla à Aggtelek. Après la Seconde Guerre mondiale, il travaille quelques années comme ouvrier et électricien. De 1949 à 1965, il dirige le Département des recherches sur le karst et les sources à l'Institut de recherches scientifiques en gestion des eaux (VITUKI, Vízgazdálkodási Tudományos Kutató Intézet). De 1966 à son départ en retraite en 1972, il est hydrologue principal à ALUTRÖSZT (ancêtre de Magyar Aluminium). Lorsqu'en 1975, l'Institut de spéléologie (Barlangtani Intézet) est créé au sein du Bureau de protection de la nature, il lui est confié le premier poste de directeur, puis il est consultant à la protection des grottes jusqu'en 1989.

## Exploration et développement touristique

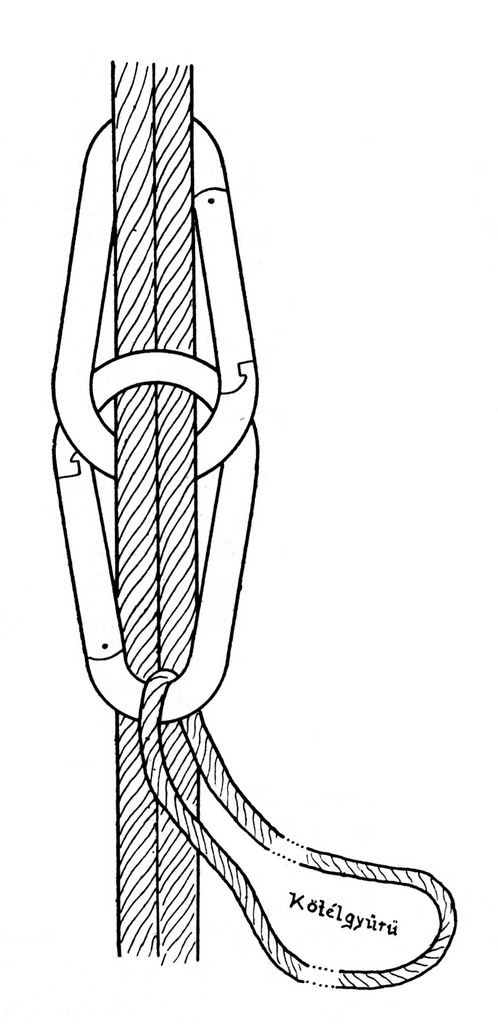
Le frein de mousqueton Kessler

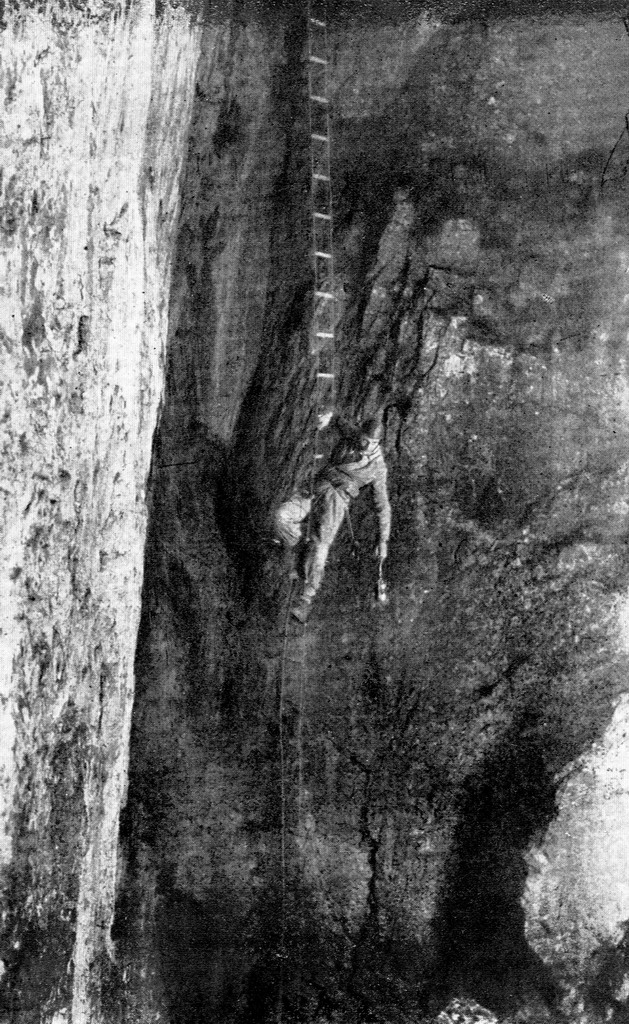
Hubert Kessler descendant dans les gouffres de Vecsem-bükk et d'Almás

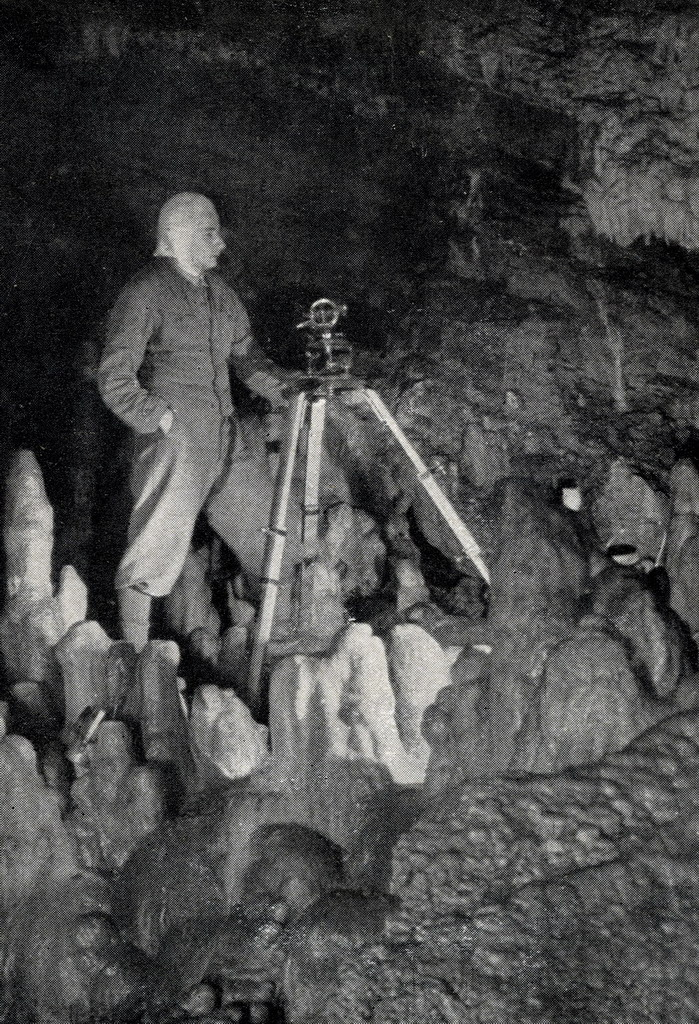
Hubert Kessler menant des mesures topographiques à la grotte Baradla

Dès son jeune âge, il fait connaissance avec l'alpinisme et la spéléologie. Il publie en 1933 dans Allgemeine Bergsteiger-Zeitung une méthode, appelée frein de mousqueton Kessler, pour rendre plus utilisable la descente en rappel « en S » (Dülfersitz) en évitant de faire frotter la corde sur le vêtement. On lui doit également la première exploration des gouffres de Vecsem-bükk et d'Almás à Aggtelek en 1927, la preuve de la communication du réseau Baradla–Domica d'Aggtelek en 1932, la découverte des grottes du mont Szemlő et du mont Ferenc dans les collines de Buda en 1933, l'exploration de portions importantes de la grotte Zichy à Rév (aujourd'hui Vadu Crișului) et de la grotte de Csarnóháza (Bulz) dans les monts de Transylvanie centrale (Apuseni) en 1942, ainsi que de la grotte Kossuth à Jósvafő près d'Aggtelek en 1956. Ses succès spéléologiques le conduisent à s'intéresser de plus en plus à l'exploitation des grottes et à la recherche scientifique. En tant que directeur des grottes de Baradla, il fait beaucoup pour développer le tourisme dans la zone ; c'est selon ses projets que sont construits l'hôtel Barlang (« de la grotte ») d'Aggtelek et l'hôtel Tengerszem (« lac de montagne ») de Jósvafő, ainsi que le bâtiment qui abrite aujourd'hui le siège de la direction du parc national d'Aggtelek. Son action dans le domaine de l'exploitation des grottes a permis l'ouverture au grand public des thermes troglodytiques de Miskolctapolca, la création d'une station d'observation des eaux karstiques dans la grotte du mont Gellért à Budapest, et naturellement il a aussi favorisé la construction d'aménagements à la grotte du mont Szemlő qu'il avait découverte.

## Activité scientifique
Il est l'auteur de plusieurs centaines de publications, dont une centaine d'articles scientifiques et une quinzaine de livres. Parmi ses activités de mise en pratique de la théorie, les plus remarquables sont l'organisation du service hongrois de surveillance des sources et du registre des sources, ainsi que la résolution des problèmes d'approvisionnement d'eau de plusieurs villes, dont Hévíz, Tatabánya, Miskolc, et Tirana en Albanie. Il met sous forme d'équation le calcul de l'infiltration karstique, et définit la façon de contrôler les réserves dynamiques d'eau karstique évaluées à partir du calcul standard de la proportion de précipitations. Il est l'initiateur en Hongrie de l'utilisation de la spéléothérapie, et en 1969 c'est sur sa proposition que l'Union internationale de spéléologie crée sa commission permanente de spéléothérapie.
Il est membre fondateur de la Société hongroise de spéléologie (Magyar Barlangkutató Társulat) en 1926, puis en 1958 prend part à sa refondation en tant que Société hongroise de spéléologie et karstologie (Magyar Karszt- és Barlangkutató Társulat), dont il est d'abord membre honoraire puis président honoraire.

## Ouvrages principaux
- Nagy-Baradla [« Le Baradla élargi [= réseau Baradla-Domica] »], Budapest 1936
- Barlangok mélyén [« Au fond des grottes »], Budapest 1936
- Az aggteleki barlangrendszer hidrográfiája [« L'hydrographie du réseau de grottes d'Aggtelek »], Budapest 1938
- Az aggteleki barlang leírása és feltárásának története [« Histoire de la description et de l'exploration de la grotte d'Aggtelek »], Budapest 1941
- Az országos forrásnyilvántartás [« Le registre national des sources »], Budapest 1959
- A karsztvidék lefolyására és beszivárgására vonatkozó újabb vizsgálatok [« Nouvel examen de l'écoulement et de l'infiltration des régions karstiques »], rapport du VITUKI, 1956
- Földalatti ösvényeken [« Sur des chemins souterrains »], Budapest 1961
- Barlangok útjain, vizein [« Sur les voies et les eaux des grottes »], Budapest 1985[1]